# 黑龍新玻璃介
黑龍新玻璃介（学名：Neocandona helunga）为金星介科新玻璃介屬下的一个种。